# Olea cerasiformis
Espèce
Classification phylogénétique
Olea cerasiformis (en langue espagnole : Acebuche, Olivillo) est une espèce de plantes à fleurs du genre Olea et de la famille des Oleaceae. C'est un arbuste endémique des îles Canaries. 

## Description botanique

### Appareil végétatif
C'est un arbuste d'un à deux mètres de haut vivant dans le maquis (matorral) local.
Son tronc est plus ou moins lisse, les ramifications partent de la base, avec des taches colorées en gris. La coupe est sphérique, dense, acquérant un vert pâle. 
Les feuilles sont opposées, la marge est entière, lancéolées-linéaires, vert brillant sur le dessus, argentées sur le dessous. Elles peuvent mesurer jusqu'à 8 cm de long, rudes au toucher et avec une nervure centrale bien marquée.

### Appareil reproducteur
Les fleurs sont hermaphrodites, blanc jaunâtre, petites, groupées en panicules axillaires et très abondantes.
Les fruits sont de forme ellipsoïde, charnus, de petites drupes (olives), contenant un noyau, noirâtres à maturité et mesurant 1 cm de long.

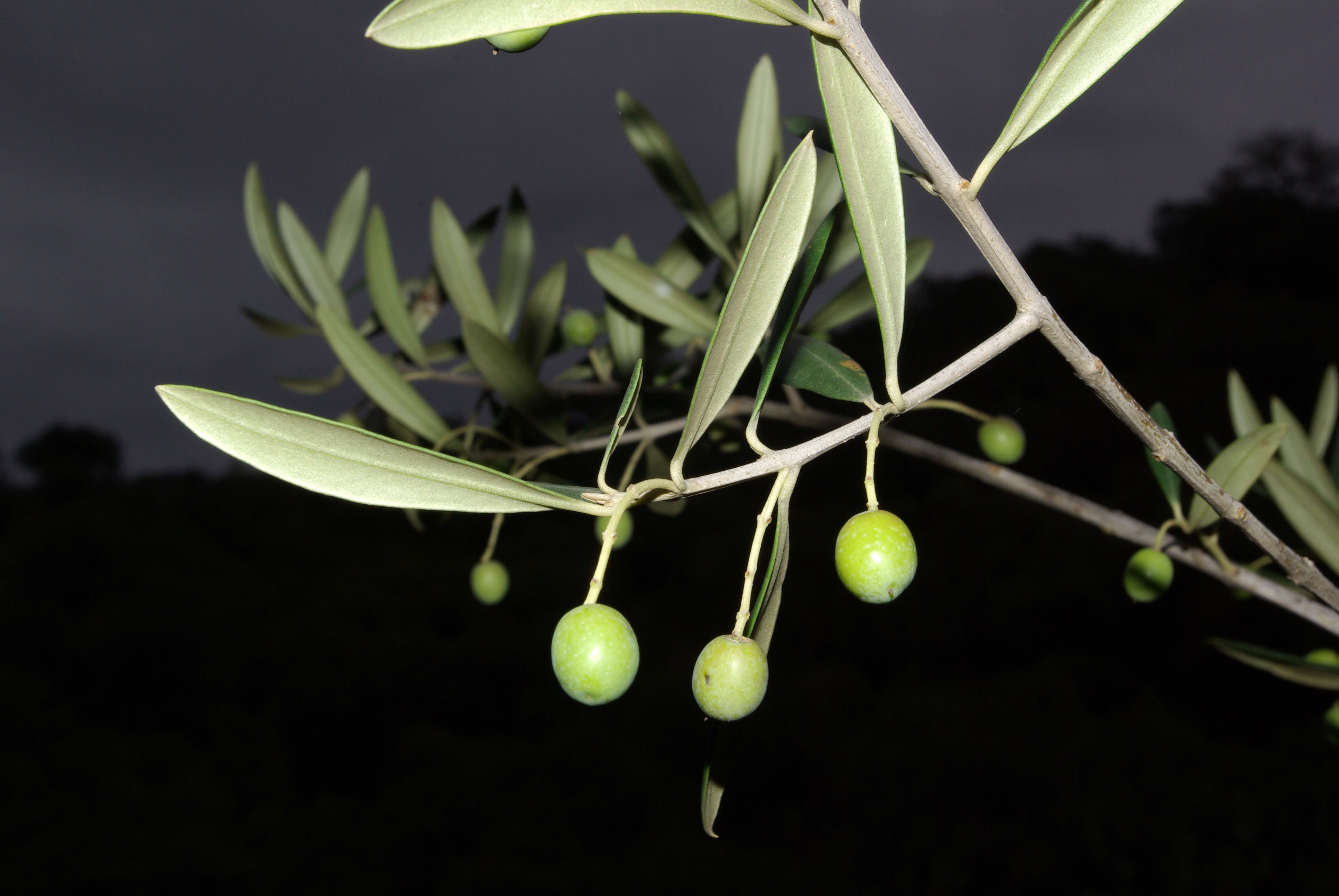
Olea europaea « Acebuche » : fruits.

## Localisation
C'est un taxon endémique des îles Canaries (Espagne). Ce petit arbre fait partie de la forêt thermophile des basses-terres, localement abondant sur les collines et les ravines un peu humides, sur des versants exposé au nord, au nord-ouest et au nord-est. Il se situe habituellement entre 100 et 600 mètres au-dessus du niveau de la mer, dans des distributions restreintes et localisées sur les pentes sud des iles, comme les autres arbres à environnements thermophiles. Parfois, comme dans le cas du genévrier et des palmiers, cet arbre constitue des forêts mono-spécifiques où il est l'espèce dominante.

## Synonymes
- Olea europaea subsp. guanchica P. Vargas et al. 2001
- Olea europaea subsp. cerasiformis G. Kunkel & Sunding

## Adaptabilité phénotypique
Les îles Canaries sont connues pour les vents violents (balayées par les vents alizés) qui soufflent de manière régulière sur les hauteurs exposées à l'ouest. 
Selon C. Garcia-Verdugo et al., « Les plantes ligneuses étant des organismes sessiles et de longue vie, sont supposées avoir des mécanismes effectifs leur permettant de s'adapter à des stress environnementaux récurrents. Dans la présente étude, nous avons émis l'hypothèse que la plasticité phénotypique (la faculté d'exprimer des phénotypes alternatifs) et l'intégration (covariation parmi les caractéristiques fonctionnelles liées) sont présentes dans les plantes soumises aux conditions de stress de vents violents. Nous avons cherché les variations intra-coronaires de neuf caractéristiques végétatives de trois espèces (Olea europaea subsp. guanchica) dans six populations représentant un gradient d'exposition à des vitesses de vent. Les rameaux exposés au vent hors des branches de la canopée ont de plus petites feuilles ; plus fines, plus légères et avec des inter-nœuds plus courts ; et des sections transversales plus grandes rapportées au pourcentage de la surface des feuilles. La comparaison entre des essais de terrain et en serre révèlent que les différences entre populations sont influencées par la plasticité phénotypique. Les rameaux externes à la canopée expriment des réponses dans les populations exposées aux vitesses élevées de vents, alors que les tiges intra-canopée affichent une convergence phénotypique parmi les populations. De plus, l'intégration phénotypique augmente avec l'exposition au vent (hors canopée > intra-canopée > serre) et se voit, en conséquence, affectée par le degré d’ouverture des canopées. Nous concluons que l'exposition au vent à certaines vitesses au-dessus d'un certain seuil dans ces espèces ligneuses sélectionne une réponse plastique qui est associée avec une intégration croissante des caractéristiques et induit des réarrangements mécaniques et hydrauliques dans les parties les plus exposées de arbres. »
Ceci pourrait expliquer que les pieds de cet arbre soient par leur plus petite taille, adaptés aux vents dominants soufflant sur les formations végétales où ils ont trouvé refuge.

## Sources
Pour des articles plus généraux, voir Oleaceae et Olea.